# Esmolenos
Esmolenos ou esmoleanos (em búlgaro: смоляни; romaniz.: smolyani/smoljani; em grego medieval: Σμολενοι/Σμολεανοι; romaniz.: Smolenoi/Smoleanoi nas fontes bizantinas) foram uma tribo eslava medieval que se assentou nos montes Ródope, no vale do rio Mesta e na região à volta da província de Blagoevgrad, possivelmente no século VII ou VIII. Eles se revoltaram contra a dominação bizantina em 837 e receberam ajuda do cã Presiano I (r. 836–852) que, juntamente com seu caucano Isbul, atravessou as terras dos esmolenos e conquistou toda a região até Filipos, incluindo a maior parte da Macedônia. Posteriormente, os esmolenos se tornaram parte integral da etnia búlgara.
A cidade de Smolyan, no sul da Bulgária, homenageia esta tribo.